# Dahao
Dahao (kinesiska: 达濠) är ett stadsdelsdistrikt i sydöstra Kina. Det ligger i stadsdistriktet Haojiang i staden Shantou i provinsen Guangdong, omkring 350 kilometer öster om provinshuvudstaden Guangzhou. Antalet invånare är 79 470. Befolkningen består av 39 488 kvinnor och 39 982 män. Barn under 15 år utgör 19,0 %, vuxna 15-64 år 72 %, och äldre över 65 år 7,0 %.